# Zespół białego nosa

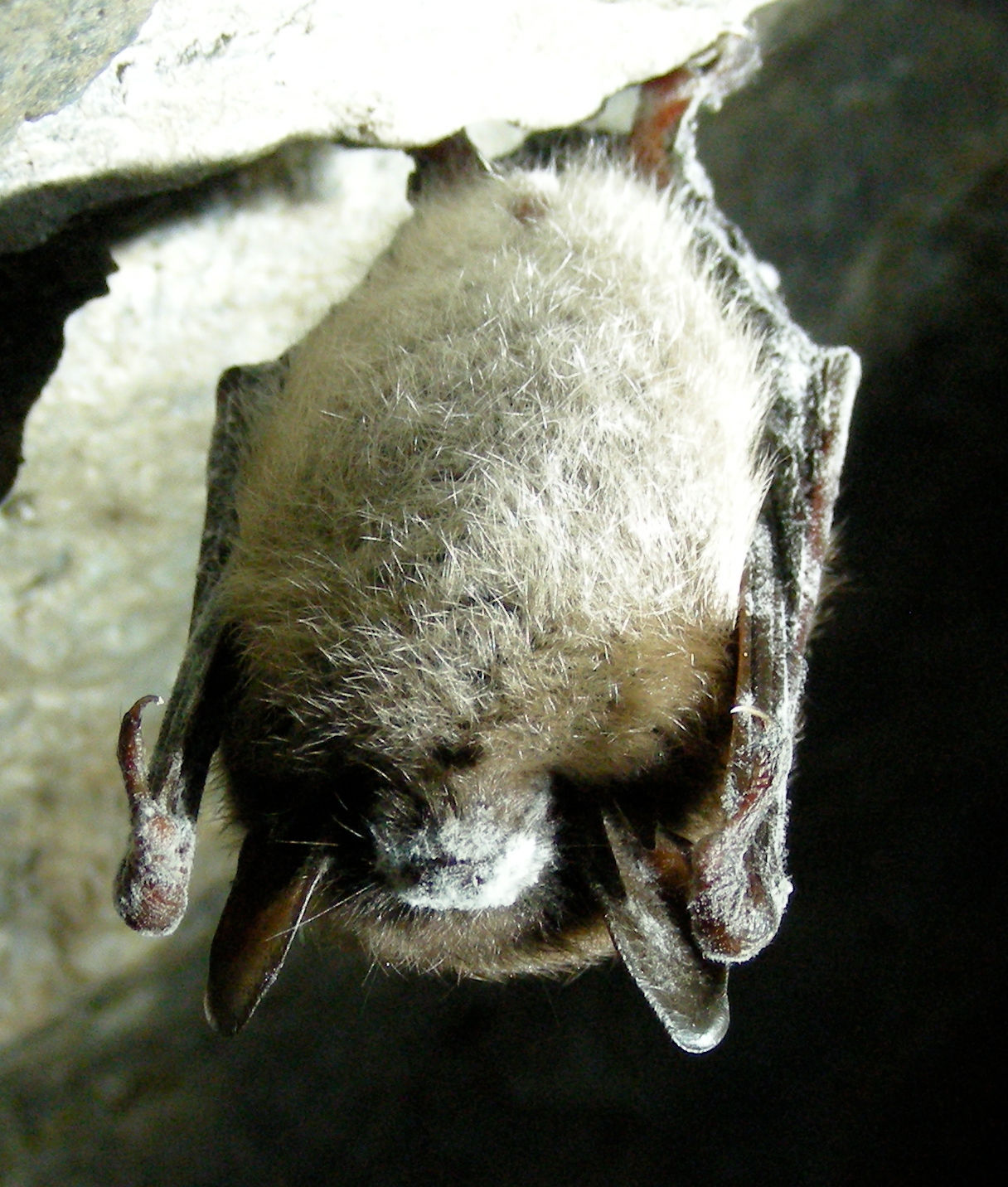
Nocek z zespołem białego nosa

Zespół białego nosa (ZBN, ang. white nose syndrome, WNS) – choroba grzybicza, która w ostatnich kilku latach przyczyniła się do śmierci od 5,7 do 6,7 miliona nietoperzy we wschodnich Stanach Zjednoczonych i Kanadzie, stanowiąc poważne zagrożenie dla amerykańskich gatunków tych ssaków. Nazwa pochodzi od charakterystycznego, białego grzybiczego nalotu (w postaci strzępek grzybni Geomyces destructans) na pyskach chorych zwierząt. Nalot występuje także na skrzydłach nietoperzy. Choroba dotyczy wyłącznie hibernujących nietoperzy. Objawy zespołu białego nosa to, oprócz widocznego nalotu grzybni, utrata tkanki tłuszczowej, nietypowe zachowania podczas zimy (w tym latanie), uszkodzenia błon na skrzydłach. Infekcja powoduje zaburzenia hibernacji często prowadzące do śmierci zwierząt, na niektórych stanowiskach powodując śmiertelność ponad 75% hibernujących nietoperzy.

## Występowanie
Zespół zaobserwowano po raz pierwszy w jednej z jaskiń hrabstwa Schoharie w stanie Nowy Jork w lutym 2006. Choroba rozprzestrzeniła się w jaskiniach stanów Nowy Jork, Vermont, Massachusetts i Connecticut w 2008. W 2009 opisano ją w stanach New Hampshire, New Jersey, Pensylwania i Wirginia Zachodnia. W sierpniu 2012 roku występowanie choroby potwierdzono w 19 stanach USA i 4 kanadyjskich prowincjach. Pojedyncze przypadki zespołu białego nosa zaobserwowano także u europejskich nietoperzy.

## Przyczyny

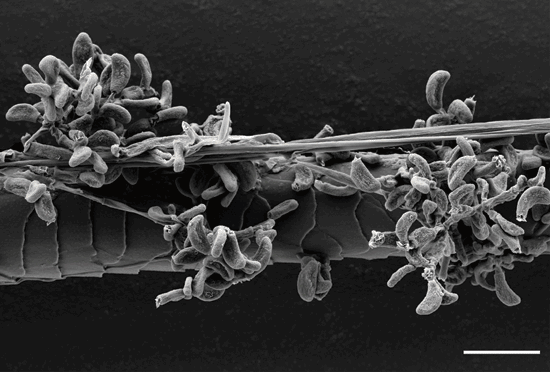
Geomyces destructans

W 2009 roku stwierdzono, że grzyb obecny na pyskach, skrzydłach i uszach zainfekowanych nietoperzy należy do rodzaju Geomyces. W 2011 wykazano, że czynnikiem chorobotwórczym jest Geomyces destructans: zakażenie zdrowych osobników tym grzybem prowadziło do rozwoju choroby.
Grzyb Geomyces destructans (obecnie Pseudogymnoascus destructans) rośnie wyłącznie w niskich temperaturach w zakresie 4 do 15 °C. Nie toleruje temperatur powyżej 20 °C i jest przystosowany do atakowania hibernujących nietoperzy.
Występowanie grzyba Geomyces destructans, a także pojedyncze przypadki zespołu białego nosa zaobserwowano również u europejskich nietoperzy, jednak choroba do tej pory nie przyczyniła się do ich zwiększonej śmiertelności. Wykazano, że amerykańskie nietoperze chorują po zakażeniu szczepami Geomyces destructans pochodzącymi z Europy. Stanowi to poparcie tezy, że grzyb przybył do Ameryki z Europy i podczas gdy dla europejskich nietoperzy jest patogenem oportunistycznym, niestanowiącym poważnego zagrożenia, amerykańskie nietoperze nie są na niego uodpornione.

## Zapobieganie rozprzestrzenianiu się choroby
Chociaż za przyczynę rozprzestrzeniania się choroby powszechnie uznaje się bezpośrednie kontakty między nietoperzami, nie można wykluczyć roli człowieka w przenoszeniu choroby między jaskiniami, np. na ubraniach i sprzęcie. W związku z dużym zagrożeniem jakie stanowi dla amerykańskich nietoperzy ZBN, w marcu 2009 organizacja rządowa US Fish & Wildlife Service (USFWS) wezwała do moratorium na zwiedzanie jaskiń w obszarze występowania choroby i rekomenduje dekontaminację odzieży i sprzętu po opuszczeniu jaskiń. W lipcu 2010 roku amerykańska Służba Leśna ogłosiła czasowe ograniczenie wstępu do jaskiń i opuszczonych kopalni w Górach Skalistych, które obowiązuje do dziś.
Niedawno wykazano, że Geomyces destructans jest wrażliwy na leki stosowane do zwalczania zakażeń grzybiczych u ludzi. Dalsze badania zmierzają do zaproponowania metody wykorzystania tej wiedzy w praktyce w celu ograniczenia rozprzestrzeniania choroby.